# Аџигабуљски рејон
Аџигабуљски рејон (азер. Hacıqabul rayonu), једна је од 78 административно-територијалних јединица Азербејџана. Налази се у пределу региона Аран. Административни центар рејона се налази у граду Аџигабуљ. 
Аџигабуљски рејон обухвата површину од 1.640 km² и има 67.300 становника (подаци из 2011). 
Административно, рејон се даље дели у 23 мањих општина.